# 登龍門 (フジテレビ)
登龍門（とうりゅうもん）とはフジテレビ系列で月曜日深夜（火曜日未明）の25:40 - 27:20（JST）に放送の深夜番組のレーベルである。「月深」から2004年10月に改名し、2013年3月まで放送されていた。2013年4月より、Mナイトに改め移行。

## 放送時間
| 期間    | 期間    | 放送曜日           | 放送時間（日本時間）   | 備考                                                                 |
| ------- | ------- | ------------------ | ---------------------- | -------------------------------------------------------------------- |
| 2004.10 | 2005.09 | 火曜日（月曜深夜） | 00:35 - 01:58（083分） | 「月深」と同じ時間帯                                                 |
| 2005.10 | 2006.03 | 火曜日（月曜深夜） | 00:35 - 01:59（084分） | 1分拡大                                                              |
| 2006.04 | 2007.03 | 火曜日（月曜深夜） | 00:45 - 01:59（074分） | 『CHIMPAN NEWS CHANNEL』開始に伴い10分繰り下げ縮小                   |
| 2007.04 | 2007.09 | 火曜日（月曜深夜） | 00:45 - 03:00（135分） | 『TRE-SPORT』開始につき61分拡大                                      |
| 2007.10 | 2008.03 | 火曜日（月曜深夜） | 00:45 - 03:05（140分） | 5分拡大                                                              |
| 2008.04 | 2010.03 | 火曜日（月曜深夜） | 00:45 - 02:40（115分） | 『なべあちっ!』開始に伴い25分縮小                                    |
| 2010.04 | 2011.03 | 火曜日（月曜深夜） | 01:40 - 02:40（060分） | 『フジ算』開始、『たけしのコマネチ大学数学科』移動に従い55分繰り下げ |
| 2011.04 | 2011.07 | 火曜日（月曜深夜） | 01:40 - 03:20（100分） |                                                                      |
| 2011.08 | 2011.10 | 火曜日（月曜深夜） | 01:40 - 03:30（110分） |                                                                      |
| 2011.11 | 2011.12 | 火曜日（月曜深夜） | 01:40 - 03:45（125分） |                                                                      |
| 2012.01 | 2012.06 | 火曜日（月曜深夜） | 01:40 - 03:20（100分） |                                                                      |
| 2012.07 | 2013.03 | 火曜日（月曜深夜） | 01:40 - 03:25（105分） |                                                                      |

### 過去に放送されていた番組
第1枠
- お台場明石城（2004年10月 - 2006年3月、24:35 - 25:04）
  - 「月深」の時代から唯一続いていた番組。2005年5月4日にゴールデンタイムに進出。月1回ゴールデンの特別番組化。
- インパクト!（2006年4月 - 2006年9月、24:45 - 25:08）
- フェイク・オフ〜完全なる相関図〜（2006年10月 - 2007年3月、24:45 - 25:08）
- 環境野郎Dチーム（2007年4月 - 9月、24:45 - 25:10）
- コンバット（2007年10月 - 2008年3月、24:45 - 25:10）
  - 2007年4 - 9月まで月 - 木曜日24:35枠（前座枠）に放送されていたミニ番組/帯番組だった。
- 〜ジョーデキ!POP COMPANY〜POP屋（2008年4月 - 9月、24:45 - 25:10）
- 新しい波16（2008年10月 - 2009年3月、24:45 - 25:10）
- ふくらむスクラム!!（2009年4月 - 9月、24:45 - 25:10）
- ホルスの好奇心（2009年10月 - 2010年3月、24:45 - 25:10）
- 捨てる恋あれば拾う恋あり（2010年4月 - 9月、25:40 - 26:10）
- アイドリング!!!（2010年10月 - 2011年3月、25:40 - 26:10）
- 即決!ワケありネェさんEX（2011年4月 - 2012年3月、25:40 - 26:05）
- スキモノ（2012年4月 - 2013年3月、25:40 - 26:05）

第2枠
- 登龍門F お笑い登龍門（2004年10月 - 2005年9月、25:04 - 25:31）
  - 無名のお笑いタレントが漫才・コント等演芸を披露するバラエティ番組（演芸番組）。2005年4月に「登龍門ヒットパレード」としてゴールデンタイムで放送。
- 登龍門F 音箱登龍門（2004年10月 - 2005年9月、25:31 - 25:58）
- ニューカマーズ（2005年10月 - 2007年3月、25:04 - 25:59→25:08 - 25:59）
- TRE-SPORT（2007年4月 - 9月、25:10 - 27:00）
  - PERFECT SPORT（現在不定期放送）の事実上の代替番組。スポーツ中継枠。
- 刀語（月1回、2010年1月 - 3月まで放送、4月以降は金曜深夜に放送）
- ニューカマーズ（2007年11月 - 2010年3月、25:10 - 26:10）
  - 「新しいディレクター」による単発枠。サンパラ開設時に日曜深夜24:55 - 25:45に枠移動したが、2007年10月は単発枠だった事により枠再移動・同枠復帰したものの2010年4月からは金曜深夜枠金キラ☆ナイトに移動、同時に同時間帯に月1回放送された「刀語」も金曜深夜に移動。
- なべあちっ!（2010年4月 - 2011年3月、26:10 - 26:40）
- プレミアの巣窟（2011年4月 - 2013年3月、26:05 - 26:30）※Mナイト移行時に継続

第3枠
- FNSソフト工場（月1回　2007年10月 - 2008年3月、26:10 - 27:00）
- FNSドキュメンタリー大賞（月1回　2007年10月 - 2008年3月、26:10 - 27:00）
  - 月1回『超V.I.P.』（1999年7月 - 2008年3月）放送のため休止。
- ダイヤモンドグローブ（2008年4月 - 2009年9月、月1回　26:40 - 27:30）
- 三国志 Three Kingdoms（2011年4月 - 7月、26:30 - 27:20）
- MAD MENシーズン4（2011年8月 - 10月、26:30 - 27:30）
- 30 rockシーズン2（2011年11月 - 12月、26:30 - 27:45）
- ナイトライダーNEXT（2012年1月 - 6月、26:30 - 27:20）
- オレのことスキでしょ。（2012年7月 - 2013年3月、26:30 - 27:25）